# Bon Homme County
Bon Homme County ist ein County im Bundesstaat South Dakota der Vereinigten Staaten. Es liegt im Süden des Bundesstaates an der Grenze zu Nebraska. Das U.S. Census Bureau hat bei der Volkszählung 2020 eine Einwohnerzahl von 7003 ermittelt. Der Verwaltungssitz (County Seat) ist Tyndall.

## Geographie
Das County liegt im Südosten von South Dakota, grenzt im Süden an Nebraska und hat eine Fläche von 1506 Quadratkilometern; davon sind 47 Quadratkilometer (3,09 Prozent) Wasserflächen. Bon Homme County grenzt im Uhrzeigersinn an folgende andere Countys: Hutchinson County, Yankton County, Knox County und Charles Mix County.

## Geschichte
Das County wurde am 8. April 1862 gebildet. Es ist nach einer Insel im Missouri River benannt. Der Name geht auf die französische Phrase bon homme Jaqques (deutsch: „Guter Mann Jacques“) zurück, eine ehemals höhnische Bezeichnung für Bauern, die später mit Stolz getragen wurde.

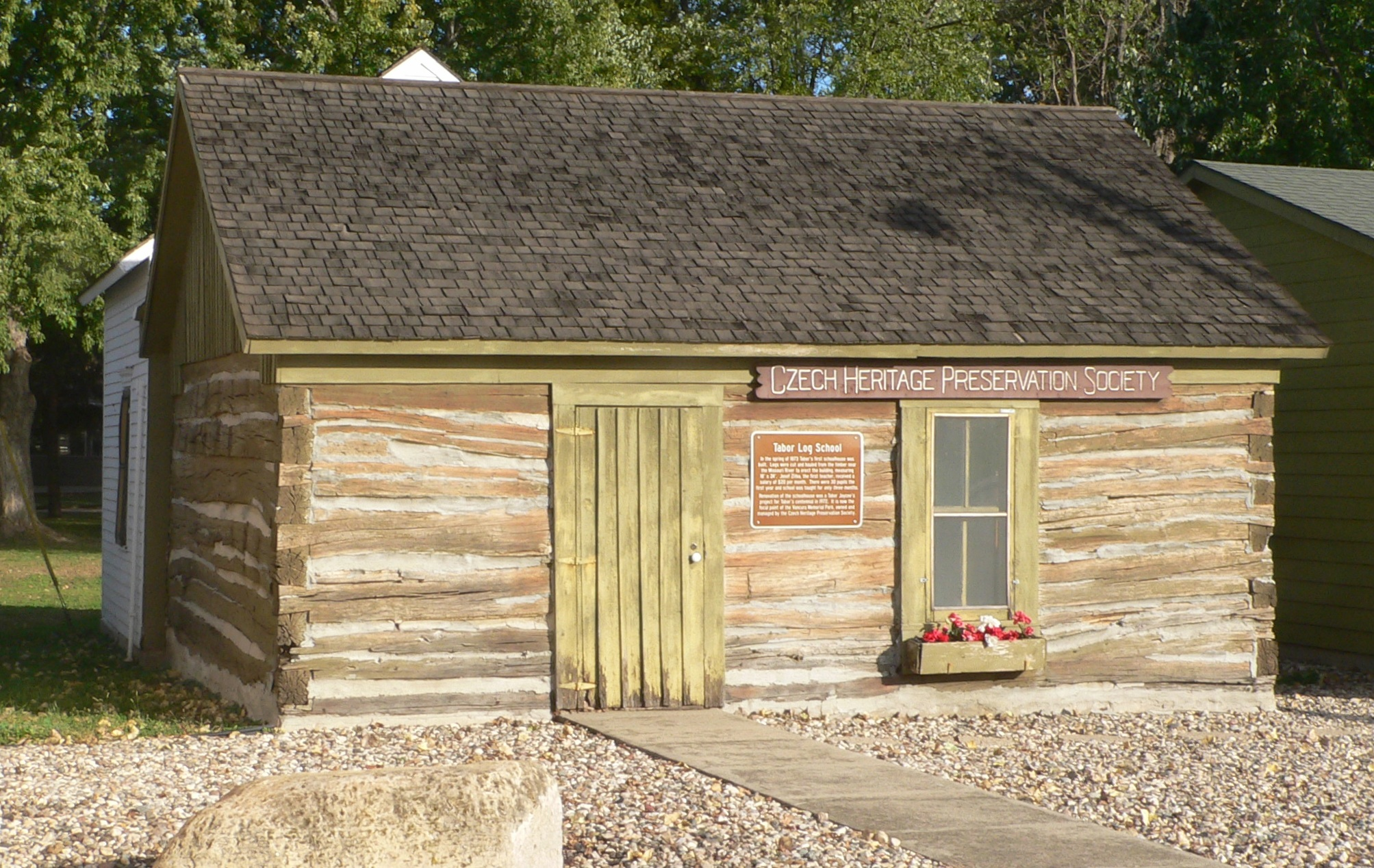
Die Tabor School ist einer von 39 Einträgen des Countys im NRHP.

39 Bauwerke und Stätten des Countys sind im National Register of Historic Places (NRHP) eingetragen (Stand 30. Juli 2018).

## Städte und Dörfer
- Avon
- Scotland
- Springfield
- Tabor
- Tyndall